# La Douleur
Pour les articles homonymes, voir Douleur (homonymie).
La Douleur est un recueil de six récits et nouvelles de Marguerite Duras paru en 1985 aux éditions P.O.L. 

## Historique
Marguerite Duras écrit les cahiers de la guerre, après l'arrestation de son mari en juin 1944. Tout au long de la disparition de celui-ci, elle tient ce journal qui relate « sa douleur ». C'est donc à partir de ce journal que plus tard elle écrit cette œuvre, se nourrissant de ses notes et des faits historiques qu'elle a vécus de loin ou de près. Son mari, Robert Antelme, avait de son côté publié le récit de sa déportation dans son ouvrage L'Espèce humaine.
Elle a été accusée de mentir pour appuyer sa douleur et enfoncer son mari. Il lui sera reproché d'avoir arrangé la réalité à sa façon. Une première version a été publiée dans la revue Sorcières. La comparaison de ses cahiers de guerre (constituant ses journaux intimes) à son ouvrage La Douleur permet une mise à distance des deux textes.

## Résumé
La Douleur est un recueil d'histoires en partie autobiographiques, en partie inventées. La plus longue, « La Douleur », est l'histoire de l'attente de son mari, qui était dans les camps de concentration de prisonniers politiques et la description de sentiments que la Seconde Guerre mondiale a apportés au sein des familles de réfugiés.
L'histoire se déroule à Paris, durant la Seconde Guerre mondiale. Après des années, Marguerite retrouve un vieux journal dans lequel elle avait écrit ses peurs, ses inquiétudes et ses envies presque incessantes de retrouver son mari prisonnier dans un camp de concentration. Mais à travers ses pages qu'elle lit et qu'elle redécouvre en même temps, elle se rend compte que ses pensées ont changé. Elle se dit donc qu'en raison de l'attente, à son retour, il ne sera plus le même et que son amour pour lui aura changé.

## Analyse
La critique universitaire a rapproché La Douleur de Moderato cantabile.

## Éditions
- Éditions P.O.L, 1985  (ISBN 2867440424).
- Éditions Gallimard, coll. « Folio ».

## Adaptations

### Théâtre
- La Douleur, mise en scène de Julien Téphany, avec Arlette Téphany, Théâtre de la Main d'Or, Paris, 1998.
- La Douleur, mise en scène de Patrice Chéreau et Thierry Thieû Niang, avec Dominique Blanc, Théâtre Nanterre-Amandiers, 2008.

### Cinéma
- L'Ortie brisée de Franck Bourrel, d’après un texte extrait de La Douleur, sorti en 2009.
- La Douleur d'Emmanuel Finkiel, sorti en 2017.